# Zaštita od kopiranja
Zaštita od kopiranja (engl. copy protection), poznata i kao zaštita sadržaja (engl. content protection) ili prevencija kopiranja (engl. copy prevention), je tehnologija za sprečavanje neautorizovanog umnožavanja softvera, filmova, muzike i ostalih medija zaštićenih autorskim pravima.

## Terminologija
Termin zaštita od kopiranja, koji je oduvek bio korišćen od strane medijskih korporacija, nailazi na brojne kritike javnosti jer se podstiče identifikacija sa autorom a ne sa korisnikom. Termini prevencija kopiranja i kontrola kopiranja su mnogo prihvatljiviji.
Zaštita od kopiranja se često meša sa konceptom digitalnog upravljanja pravima (engl. digital rights management (DRM)), koji je mnogo širi. Zaštita od kopiranja se odnosi na tehnologiju koja pokušava da oteža kopiranje, a ne na pravne procedure koje obezbeđuju nadoknadu autoru ukoliko su njegova autorska prava prekršena.